# Ян Бурсма
Ян Бурсма (нід. Jan Boersma, 1 листопада 1968) — нідерландський яхтсмен.
Срібний призер Олімпійських Ігор 1988 року в класі Лехнер Дівіжн II.